# Machacón
Machacón és un municipi de la província de Salamanca a la comunitat autònoma de Castella i Lleó. limita al Nord-oest amb Calvarrasa de Abajo, al Nord-est amb Castañeda (Villagonzalo de Tormes), a l'Est amb Encinas de Abajo, al Sud amb Villagonzalo de Tormes i al Sud-oest amb Calvarrasa de Arriba.

## Demografia
| 1991 | 1996 | 2001 | 2004 |
| ---- | ---- | ---- | ---- |
| 563  | 543  | 530  | 514  |